# Patientendatenmanagementsystem
Patientendatenmanagementsysteme, kurz PDMS, sind in der Medizininformatik computerisierte Informationssysteme, die in Krankenhäusern die patientenbezogenen Informationen erfassen und darstellen.

## Krankenhaus-Management
Im administrativen Bereich (z. B. Krankenhausinformationssysteme [KIS], Krankenhaus-Betriebsabrechnung) bezeichnet PDMS einen Teil des übergeordneten KIS zur zentralen Verwaltung und Verarbeitung von Patienten- und Falldaten. PDMS können auch als Standalone Software ohne Abhängigkeit zu einem KIS verfügbar sein.
Wesentliche Unterstützungsbereiche eines PDMS sind unter anderem:
- Aufnahme, Verlegung und Entlassung von Patienten
- ärztliche und pflegerische Dokumentation
- Entscheidungsfindung durch automatische Berechnung von Scores anhand im System hinterlegter Patientendaten
- Unterstützung der Arzneimitteltherapiesicherheit (AMTS) während der Verordnung und Gabe von Medikamenten
- Clinical Decision Support (CDS)
- Übernahme von Vitalparametern aus angebundenen Geräten (Vitaldatenmonitor, Beatmungsgeräte, Geräte der extrakorporalen Verfahren wie z. B. Dialyse)
- Termin- und Ressourcenmanagement
- Drucken und Lesen von Etiketten, Formularen, Barcodes etc.
- Erfassen von abrechnungsrelevanten Daten
- Präsentieren von Daten und von Statistiken

## Stations-Management
In  klinischen Bereichen bezeichnet die Gattung PDMS verschiedene für spezielle Arbeitsbereiche angepasste Klinische Arbeitsplatzsysteme. Mögliche Ausprägungen sind z. B.
- IMS einer Intensivstation
- AMS einer Anästhesieabteilung.